# Otermin
Otermin, també conegut pel pseudònim Arrayoztarra fou un dibuixant basc de principis del segle xx.
En el camp del còmic va col·laborar amb el mensual Zeruko Argia, on va ser un dels col·laboradors més destacats, i se'l considera com un dels pioners del còmic al País Basc.